# 八木崎町
八木崎町（やぎさきちょう）は、埼玉県春日部市の町丁。現行行政地名は八木崎町のみ。丁番の設定のない単独町名である。住居表示未実施地区。郵便番号は344-0055。

## 地理
埼玉県の東部地域で、春日部市西部に位置する地区である。地区の西側の境界線上をかつて古隅田川が流れていたため、地内の東側やその周辺には自然堤防がある。東側を粕壁、南側を西八木崎、西側から北側を浜川戸と隣接する。地区内は市街化区域で、全域が第一種住居地域に指定され、商業施設もあるが、主に住宅地となっている。生産緑地地区は地内に存在しないが、南部に農地もある。
面積は0.0449082 km2で春日部市の町・字では最も狭い。

## 歴史
- 1976年（昭和51年）10月27日 - 西部第三土地区画整理事業の完成により換地処分を実施[8] 、大字粕壁の一部より八木崎町が成立する[9]。
- 1989年（平成元年）2月 - 地区北端を通る街路に「ハクレン通り」の愛称が設定される[10]。
- 2005年（平成17年）10月1日 - 春日部市が北葛飾郡庄和町と合併し、新たな春日部市が発足、同市の町丁となる。

## 世帯数と人口
2024年（令和6年）1月1日現在の世帯数と人口は以下の通りである
| 丁目     | 世帯数  | 人口  |
| -------- | ------- | ----- |
| 八木崎町 | 181世帯 | 342人 |

## 小・中学校の学区
市立小・中学校に通う場合、学区は以下の通りとなる。
| 丁目     | 番地 | 小学校                 | 中学校                 |
| -------- | ---- | ---------------------- | ---------------------- |
| 八木崎町 | 全域 | 春日部市立八木崎小学校 | 春日部市立春日部中学校 |

## 交通
地内に鉄道は敷設されていないが、境界線のすぐ南東側に東武鉄道野田線（東武アーバンパークライン）が通る。最寄り駅は同線八木崎駅で、八木崎町の至近距離にある。

### 道路
地内に国道、および主要地方道・一般県道は通っていない。
- ハクレン通り

### バス
朝日自動車杉戸営業所
- 春日部駅西口〜南栄町〜春日部エミナース線・春日部駅西口〜南栄町〜内牧彩光苑線
地内に「春日部高校入口」停留所（系統番号：KB34-35）が設置されている[12]。

春日部市コミュニティバス「春バス」
地区内を巡回する路線は設定されていない。

## 施設
- 浜川戸第2公園